# Enfoncez l'clown
Albums de Bérurier Noir
La Bataille de Pali-Kao Même pas mort
Enfoncez l'clown est une compilation de Bérurier noir. Sortie en 1999 sur le label Last Call Records, cette compilation regroupe vingt-et-un titres remasterisés du groupe.
Le disque sort en 1999 pour célébrer le dixième anniversaire de la séparation du groupe. Après les sorties quelques années plus tôt de Carnaval des agités (1995) et de La Bataille de Pali-Kao (1998), Enfoncez l'clown apparaît comme la troisième compilation du groupe éditée depuis sa séparation en l’espace de quatre ans.
L’album permet de réunir différents morceaux du groupe extraits de l’ensemble de leur discographie. Enfoncez l'clown étant une compilation, on y retrouve les titres phares du groupe tels Petit agité, Vive le feu, Commando Pernod, Salut à toi ou encore L’empereur Tomato-Ketchup.
Outre le fait de compiler des chansons comptant parmi les plus connues du groupe, le disque a pour intérêt de compiler pour la première fois sur CD la chanson Makhnovtchina. Ce titre figurait sur le split avec Haine Brigade et, à l’inverse des autres titres présents sur les 45 tours du groupe, n’avait pas encore été compilé sur un album depuis les rééditions des disques du groupe au format CD. De plus le morceau live Capitaine Kirk, reprise de Spizzenergi captée lors du concert d’adieu du groupe et que l’on retrouvait déjà sur la compilation Carnaval des agités, est également présent.

## Liste des titres
1. Tzigane, tzigane
2. Deux clowns
3. Noir les horreurs
4. Fils de…
5. Petit agité
6. Vive le feu
7. Il tua son petit frère
8. Macadam massacre
9. Nada 84
10. Commando Pernod
11. Comme un bouddha
12. La mère Noël
13. Scarabée
14. La marche funèbre de la jeunesse suicidaire
15. L'empereur Tomato-Ketchup
16. Viêt Nam Laos Cambodge
17. Makhnovtchina
18. Casse tête chinois
19. La danseuse de l'orient
20. Capitaine kirk (reprise de Spizzenergi)
21. Salut à toi